# فسفر
فسفر (به انگلیسی: Phosphorus) یک عنصر شیمیایی با نماد P و عدد اتمی ۱۵ است. عنصر فسفر به سه شکل عمده وجود دارد: فسفر سفید و فسفر قرمز و فسفر سیاه. اما از آنجا که بسیار واکنش‌پذیر است، فسفر هرگز به عنوان یک عنصر آزاد در زمین یافت نمی‌شود. غلظت آن در پوسته زمین حدود یک گرم در هر کیلوگرم است (با غلظت مس که در حدود ۰٫۰۶ گرم در کیلوگرم است مقایسه کنید). در مواد معدنی، فسفر به‌طور کلی به صورت فسفات ظاهر می‌شود.
کیمیاگران عرب قرن ۱۲ میلادی ممکن است به‌طور تصادفی فسفر خالص را جدا کرده باشند، اما سوابق آن مشخص نیست. به نظر می‌رسد که فسفر در سال ۱۶۶۹ توسط هنیگ برند، تاجر آلمانی که سرگرمیش کیمیاگری بود، کشف شده‌است. او در ادرار به دنبال طلا بود و اقدام به جوشاندن ادرار کرد تا با حذف آب، به طلا برسد، اما به جامد خمیری سفید رنگی رسید که به راحتی با ایجاد نور بسیار، می‌سوخت. بنابراین او به شکل تصادفی موفق به کشف فسفر شد.
وجود فسفر برای زندگی ضروری است. فسفات‌ها (ترکیبات حاوی یون فسفات، PO3−
4) اجزای تشکیل دهنده دنا( DNA)،  رنا (RNA)، ATP و فسفولیپیدها هستند. فسفر خالص ابتدا از ادرار انسان جدا شد (توسط براند) و خاکستر استخوان یک منبع مهم فسفات اولیه بود. معادن فسفات حاوی فسیل است زیرا فسفات در رسوبات فسیل شده بقایای حیوانات و فضولات حیوانات وجود دارد. سطح پایین فسفات محدودیت مهمی در رشد در برخی سیستم‌های آبی است. اکثر قریب به اتفاق ترکیبات فسفر استخراج شده به عنوان کود مصرف می‌شوند. کود فسفات برای جایگزینی فسفر جذب شده توسط گیاهان از خاک لازم است و تقاضای سالانه آن تقریباً دو برابر سریعتر از رشد جمعیت انسانی افزایش می‌یابد. سایر کاربردها شامل ترکیبات ارگانوفسفر در مواد شوینده، سموم دفع آفات و عوامل عصبی است.

## مشخصات
فسفر با عدد اتمی ۱۵ و نماد P یکی از اعضای نافلز چند ظرفیتی گروه نیتروژن (نیکتوژن‌ها) می‌باشد. این عنصر به چندین شکل آلوتروپی در طبیعت یافت شده‌است و یکی از عناصر حیاتی برای زندگی ارگانیسم‌های طبیعی (ترکیب موجودات زنده) می‌باشد. چندین شکل فسفر وجود دارند که عبارت اند از: فسفر سفید، قرمز، فسفر بنفش و فسفرسیاه؛ اگر چه رنگ‌های آن‌ها تا حد زیادی به نظر می‌رسد تفاوت کمی با هم داشته باشد.
فسفر سفید یکی از شکل‌های فسفر است که به‌طور صنعتی تولید می‌شود که در تاریکی می‌تابد؛ و در زمانی که در معرض هوا قرار گیرد به سرعت شعله‌ور می‌شود و سم مهلکی است.
فسفر قرمز می‌تواند به خاطر تغییرات اندک در ساختار شیمیایی اش از رنگ نارنجی تا ارغوانی تغییر داشته باشد.
شکل سوم، یعنی فسفر سیاه، که در زیر فشار بالا ساخته می‌شود شبیه به گرافیت بوده و مانند گرافیت توانایی هدایت الکتریکی را دارد.

## کاربردها

### کود
فسفر یک ماده مغذی ضروری برای گیاه است (بیشترین ماده مغذی محدود کننده بعد از نیتروژن)، و عمده تولید فسفر در اسیدهای فسفریک غلیظ برای کودهای کشاورزی است که حاوی ۷۰ تا ۷۵٪ فسفر پنتوکسید P2O5 است. این امر منجر به افزایش زیادی در تولید فسفات (PO3−
4) در نیمه دوم قرن بیستم شد. استفاده از کود فسفات در کشاورزی الزامی است زیرا فسفر برای همه موجودات زنده ضروری است. این ماده در انتقال انرژی، مقاومت ریشه و ساقه‌ها، فتوسنتز، گسترش ریشه گیاهان، تشکیل دانه‌ها و گل‌ها و سایر عوامل مهم مؤثر بر سلامت کلی گیاه و ژنتیک نقش دارد.

## نقش زیست‌شناختی
در جهان طبیعت فسفر به شکل خالص دیده می‌شود.
مقدار فسفر ی که به‌طور طبیعی در غذا وجود دارد به‌طور قابل ملاحظه‌ای تفاوت دارد اما می‌تواند به عنوان بیشترین مقدار در جگر (mg/100 g 370) یا کمترین مقدار در روغن گیاهی باشد. غذاهای غنی از فسفر عبارت اند از :تن ماهی، ماهی قزل آلا، ماهی ساردین، کبد، بوقلمون، جوجه مرغ، تخم مرغ و پنیر (۲۰۰ g/100 g)..
کانی‌های فسفات دار زیادی وجود دارند بیشترین آن‌ها به شکل apatite هستند. Fluorapatite بیشترین ذخیرهٔ استخراج شدهٔ معدنی فسفر را داراست. مناطق مهم و عمده استخراج معدنی این ماده در روسیه، مراکش، تانزانیا، توگو و Nauru (کشور ایسلند قرار گرفته در اقیانوس آرام (قلمرو قدیم استرالیا))هستند. تولید جهانی ۱۵۳ میلیون تن در سال است. نگرانی‌هایی در مورد اینکه تا چند سال دیگر این منابع فسفر باقی خواهند ماند، وجود دارد. در صورت کمبود این ماده می‌تواند مشکلات جدی در تولید غذای جهانی به وجود آید، به خاطر اینکه فسفر یکی از اجزای مهم در کودها می‌باشد.
در اقیانوس‌ها، تجمع فسفر مخصوصاً در سطح آن‌ها خیلی کم است به این دلیل که آلومینیم فسفات و کلسیم فسفات بر روی سطح آب باقی می‌مانند. لی در موارد دیگر، در اقیانوس‌ها، فسفات به سرعت کامل مصرف می‌شوندو به اعماق اقیانوس‌ها به عنوان organic debris می‌روند. مقادیر بیشتری از فسفات‌های می‌توانند در رودخانه‌ها و دریاچه‌ها وجود داشته باشند که رشد بیش از اندازهٔ خزه‌ها را موجب می‌شود.

### فسفر سرخ

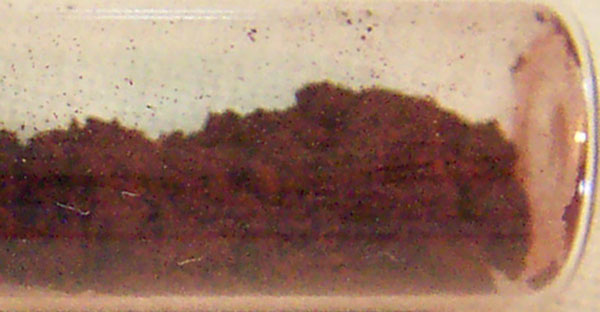
فسفر سرخ